# Берш (казахский род)
Берш (каз. Беріш) — род ветви Байулы племени Алшын. Уран (клич) — «Агатай».

## История

### После развала Золотой Орды
В XIV—XVI веках род Бериш составлял население Ногайской Орды наряду с другими Алшынскими родами которые и составили в скором будущем Младший жуз.
После взятия русскими войсками Астрахани в сер. XVI века, разделения Ногайской Орды (куда входили и алшынские роды) и нашествия калмыков, род Бериш влились в состав Казахского ханства, в котором другие алшынские роды уже присутствовали.

### В составе Российской империи
Род берш впервые упоминается в 1748 г. в списках родоплеменного состава казахов Младшего жуза, составленных М. Тевкелевым. Род берш упоминается в рапорте чиновника Ларионова, относящемся к 1829 г. и в списках родов, приводимых А. Левшиным. Берш является одним из самых многочисленных родов Младшего жуза. По данным П. Кеплена (1851 г.), только в Букеевской орде он имел до 3600 кибиток, что (из расчета 5 человек на кибитку) составляло 18 тыс. человек.

## Версии происхождения

#### Хазарская и кипчакская версии
В. В. Востров и М. С. Муканов происхождение рода берш связывали с кипчакским родом берч (берш). По их мнению, род берш существовал уже в XII—XIII вв.
А. А. Нурумбаев происхождение рода берш связывал с племенем барсил/берсил, упоминаемым среди булгар и хазар. Название берш/берс он считает усечённым вариантом этнонима берсил. По Нурумбаеву, в составе кипчаков берсилы были известны под именем бурджоглы/бершоглы.
О возможных связях рода берш с хазарами писал Б. Б. Ирмуханов. По его мнению, отмеченный А. Маргуланом хазарский род бершлик и род кипчаков бурджоглы, возможно, имеют своего преемника в лице казахского рода берш. Ирмуханов считал, что берш встречается в русских летописях в форме бурчевичи, т. е. дети или сыны Бурча (Берша).

#### Алчи-татарская версия
Согласно альтернативному мнению, история рода берш началась после периода монгольских завоеваний. Происхождение рода берш часто освещают в рамках их родственных связей с другими родами из племенного объединения алшын, история которого, согласно ряду источников, связана с племенем алчи-татар.
Берш — один из родов в составе племенного объединения байулы. Байулы наряду с алимулы представляют собой одно из двух крупных родоплеменных групп в составе алшынов. Рядом авторов аргументирована точка зрения о тождестве алшынов и алчи-татар, живших в Монголии до XIII в. Согласно шежире, приводимому Ж. М. Сабитовым, все алшынские роды в составе байулы и алимулы происходят от Алау из племени алшын, жившего в XIV в. во времена Золотоордынского хана Джанибека.

### Генетические исследования
Судя по гаплогруппе C2-M48, выявленной в том числе и у берш (для них характерно значение маркера DYS454=11), прямой предок алшынов по мужской линии происходит родом с Восточной Азии (близка калмыкам и найманам рода сарыжомарт), но не является близким нирун-монголам (субклад С2-starcluster). Генетически племенам алимулы и байулы из народов Центральной Азии наиболее близки баяты, проживающие в аймаке Увс на северо-западе Монголии.

## Шежире
Роды в составе племенного объединения алшын, согласно шежире, происходят от Алау.
В XIV в. самым известным алшыном являлся Алау. Судя по историческим данным, он жил в эпоху Золотоордынского хана Джанибека. Алау участвовал в событиях, связанных с дочерью Джанибека и Аметом, сыном Исы из рода Уйсун. Его сына звали Кыдуар тентек (разбойник, хулиган Кыдуар).
Согласно одному варианту шежире, Кыдуар имел двух сыновей Кайырбай (Каракесек) и Кыдырбай (Байлы).
У Кайырбая было три сына Байсары (Кете), Алим, Шомен. От Байсары происходят Бозаншар (родоначальник кланов Каракете и Ожрайкете), от Алима происходят 6 сыновей Жаманак (родоначальник клана Шекты), Карамашак (родоначальник клана Торткара), Уланак (родоначальник клана Каракесек), Айнык и Тегенболат (родоначальники клана Карасакал), Тойкожа (родоначальник клана Аккете). От Шомена три сына Шомекей и Дойт, Тумен (Туменкожа). Шомекей — родоначальник одноимённого клана. Туменкожа — родоначальник кланов Сарыкете и Кулыскете.
У Кыдырбая было 12 сыновей: Кадырсиык (родоначальник клана Шеркеш), Баксиык (родоначальник клана Ысык), Султансиык (родоначальник кланов Кызылкурт, Алаша, Маскар, Тана, Байбакты), Таз (родоначальник одноимённого клана), Адай (родоначальник одноимённого клана), Берш (родоначальник одноимённого клана), Есентемир (родоначальник одноимённого клана), Жаппас (родоначальник одноимённого клана), Алтын (родоначальник одноимённого клана), Ебейты, Ногайты, Мадияр (потомства не оставили).

## Родовой состав
Род Берш насчитывает девять отделений:  Жайық, Есеңғүл,  Қаратоқай, Құлкеш, Бегіс, Есен, Жаңбыршы, Себек, Бесқасқа.
Известные люди из рода Беріш: 
• Ағатай батыр
• Алдар би Назарұлы
• Бөдене хан Байтілеуұлы
• Айтуар би Үсенұлы
• Құлбарақ батыр Табылдыұлы
• Махамбет батыр Өтемісұлы 
• Исатай батыр Тайманұлы
• Таңатар батыр Етекбайұлы
• Нарынбай Кешубаев
• Мұрат жырау Мөңкеұлы
• «Банды» Аманғали Кенжеахметұлы
• Халел Доспамбетұлы
• Шоқыр Бөлтекұлы